# Marguerite Lavagne
Marguerite Lavagne (...) è un'ex schermitrice francese, vincitrice di una medaglia d'argento ed una di bronzo ai campionati mondiali di scherma.